# Chlorolestes elegans
Chlorolestes elegans är en trollsländeart som beskrevs av Elliot C.G. Pinhey 1950. Chlorolestes elegans ingår i släktet Chlorolestes och familjen Synlestidae. IUCN kategoriserar arten globalt som sårbar. Inga underarter finns listade i Catalogue of Life.